# Chaudeney-sur-Moselle

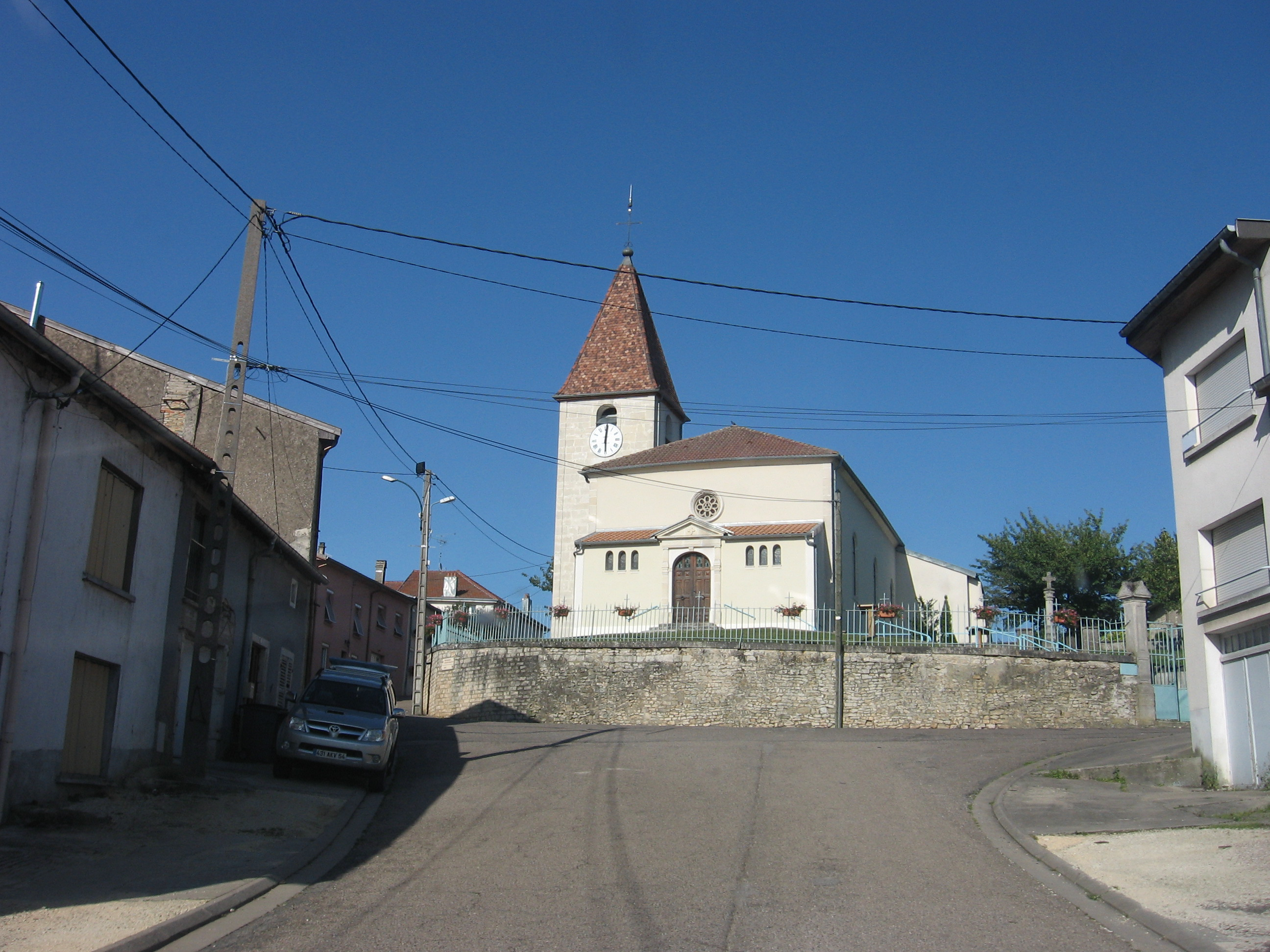
Kościół św. Walburgi (2009)

Chaudeney-sur-Moselle – miejscowość i gmina we Francji, w regionie Grand Est, w departamencie Meurthe i Mozela.
Według danych na rok 1990 gminę zamieszkiwały 623 osoby, a gęstość zaludnienia wynosiła 75 osób/km² (wśród 2335 gmin Lotaryngii Chaudeney-sur-Moselle plasuje się na 528. miejscu pod względem liczby ludności, natomiast pod względem powierzchni na miejscu 722.).

## Populacja

Populacja Chaudeney-sur-Moselle w latach 1962–2008